# Juri Konstantinowitsch Gempel

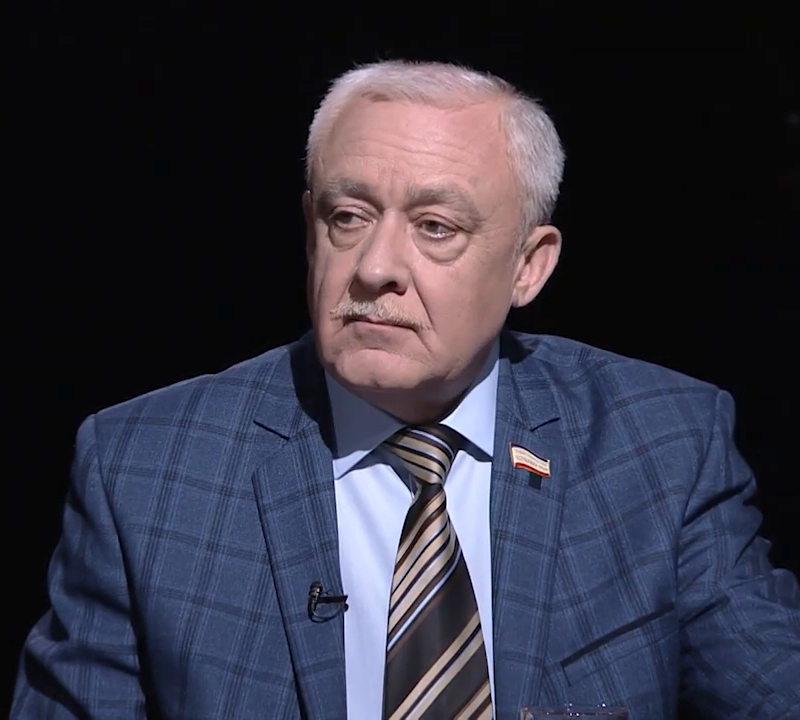
Juri Gempel, 2019

Juri Konstantinowitsch Gempel (russisch Юрий Константинович Гемпель, auch als Juri Hempel transkribiert; * 15. März 1957 in Smela, Oblast Tscherkassy, Ukrainische SSR) ist ein ehemals ukrainischer, nun russischer Rechtsanwalt sowie langjähriger Vorsitzender der Republikanischen Gemeinschaft der Krimdeutschen „Wiedergeburt“.

## Leben und Wirken
Gempel besuchte die Staatliche Berufsschule (No. 192) von Zelinograd (heute Astana) in der Kasachischen SSR, die er 1975 abschloss. Anschließend arbeitete er als Drechsler im nahe gelegenen Werk Kasach-selmasch.
Im Jahre 1986 absolvierte er die Barnauler Schule des sowjetischen Innenministeriums (russisch Барнаульская специальная средняя школа подготовки начальствующего состава МВД СССР), im Jahre 2000 die Moskauer Staatsakademie für Rechtswissenschaften (russisch Московскую Государственную юридическую академию).
Seit 1999 ist Gempel Vorsitzender der Republikanischen Gemeinschaft der Krimdeutschen (Wiedergeburt) (russisch председатель Республиканского общества немцев Крыма «Видергебурт» («Возрождение»)). Nebenbei ist er auch Chefredakteur der Zeitung der Republikanischen Gemeinschaft - Hoffnung. Auf seine Initiative hin wurden deutsche Kulturzentren in einigen Regionen der Halbinsel Krim errichtet. Im Jahre 2000 rief er die nicht regierungsgebundene Organisation Das Goethe-Zentrum für deutsche Sprache und Kultur (russisch «Центр немецкого языка и культуры имени Гете») ins Leben.
Nach der Annexion der Krim durch Russland und dem darauffolgenden Erlass des russischen Präsidenten Wladimir Putin „Über Maßnahmen zur Rehabilitierung der armenischen, bulgarischen, pontos-griechischen, krimtatarischen und russlanddeutschen Volksgruppen und deren staatlicher Unterstützung bei der Wiedergeburt und Entwicklung“ erhielten viele Nachkommen der im Zweiten Weltkrieg vertriebenen deutschen Kolonisten der Krim die Chance, in ihre alte Heimat zurückzukehren (August 2014). Juri Gempel teilte der Presse mit, dass Tausende russlanddeutsche Familien bereit seien, auf die Halbinsel zu kommen. 1200 Familien aus dem Ausland hätten bereits Anträge auf Rückwanderung gestellt, von welchen 400 aus Deutschland stammen sollen (Stand 2016). Mehr als 60.000 der deutschen Kolonisten waren 1941 deportiert worden.
Seit 2014 ist Juri Gempel Mitglied der russischen Partei Einiges Russland.
| Personendaten    | Personendaten                                                                    |
| ---------------- | -------------------------------------------------------------------------------- |
| NAME             | Gempel, Juri Konstantinowitsch                                                   |
| ALTERNATIVNAMEN  | Гемпель, Юрий Константинович (russisch); Hempel Juri (ukrainische Transkription) |
| KURZBESCHREIBUNG | ukrainisch-russischer Aktivist und Politiker                                     |
| GEBURTSDATUM     | 15. März 1957                                                                    |
| GEBURTSORT       | Smila, Oblast Tscherkassy, Ukrainische SSR                                       |